# Liste der Biografien/Herx
Liste der Biografien |
Portal Biografien |
Personensuche
# |
A |
B |
C |
D |
E |
F |
G |
H |
I |
J |
K |
L |
M |
N |
O |
P |
Q |
R |
S |
T |
U |
V |
W |
X |
Y |
Z |
?
 
Ha |
Hd |
He |
Hi |
Hj |
Hk |
Hl |
Hm |
Hn |
Ho |
Hr |
Hs |
Ht |
Hu |
Hv |
Hw |
Hy
 
Hea |
Heb |
Hec |
Hed |
Hee |
Hef |
Heg |
Heh |
Hei |
Hej |
Hek |
Hel |
Hem |
Hen |
Heo |
Hep |
Heq |
Her |
Hes |
Het |
Heu |
Hev |
Hew |
Hex |
Hey |
Hez
 
Hera |
Herb |
Herc |
Herd |
Here |
Herf |
Herg |
Herh |
Heri |
Herj |
Herk |
Herl |
Herm |
Hern |
Hero |
Herp |
Herq |
Herr |
Hers |
Hert |
Heru |
Herv |
Herw |
Herx |
Hery |
Herz
Die Liste der Biografien führt alle Personen auf, die in der deutschsprachigen Wikipedia einen Artikel haben. Dieses ist eine Teilliste mit 7 Einträgen von Personen, deren Namen mit den Buchstaben „Herx“ beginnt.

## Herx

### Herxh
- Herxheimer, Andrew (1925–2016), deutsch-britischer Arzt und klinischer Pharmakologe
- Herxheimer, Dora (1884–1963), britische bildende Künstlerin
- Herxheimer, Gotthold (1872–1936), deutscher Mediziner
- Herxheimer, Herbert (1894–1985), deutscher Mediziner
- Herxheimer, Karl (1861–1942), deutscher Mediziner
- Herxheimer, Salomon (1801–1884), deutscher Rabbiner
- Herxheimer, Salomon (1841–1899), deutscher Arzt